# 圣金口若望堂 (威尼斯)
圣金口若望堂 (Chiesa di San Giovanni Grisostomo) 是一座小型教堂，供奉圣金口若望，位于意大利威尼斯的卡纳雷吉欧区。
该堂创建于1080年，1475年被大火烧毁，1497-1525年重建。钟楼建于16世纪末。内部为希腊十字平面。
天花板壁画是Giuseppe Diamantini的天父。《圣金口若望祭坛画》为塞巴斯蒂亚诺·德尔·皮翁博的作品，绘制于1510-1511年。

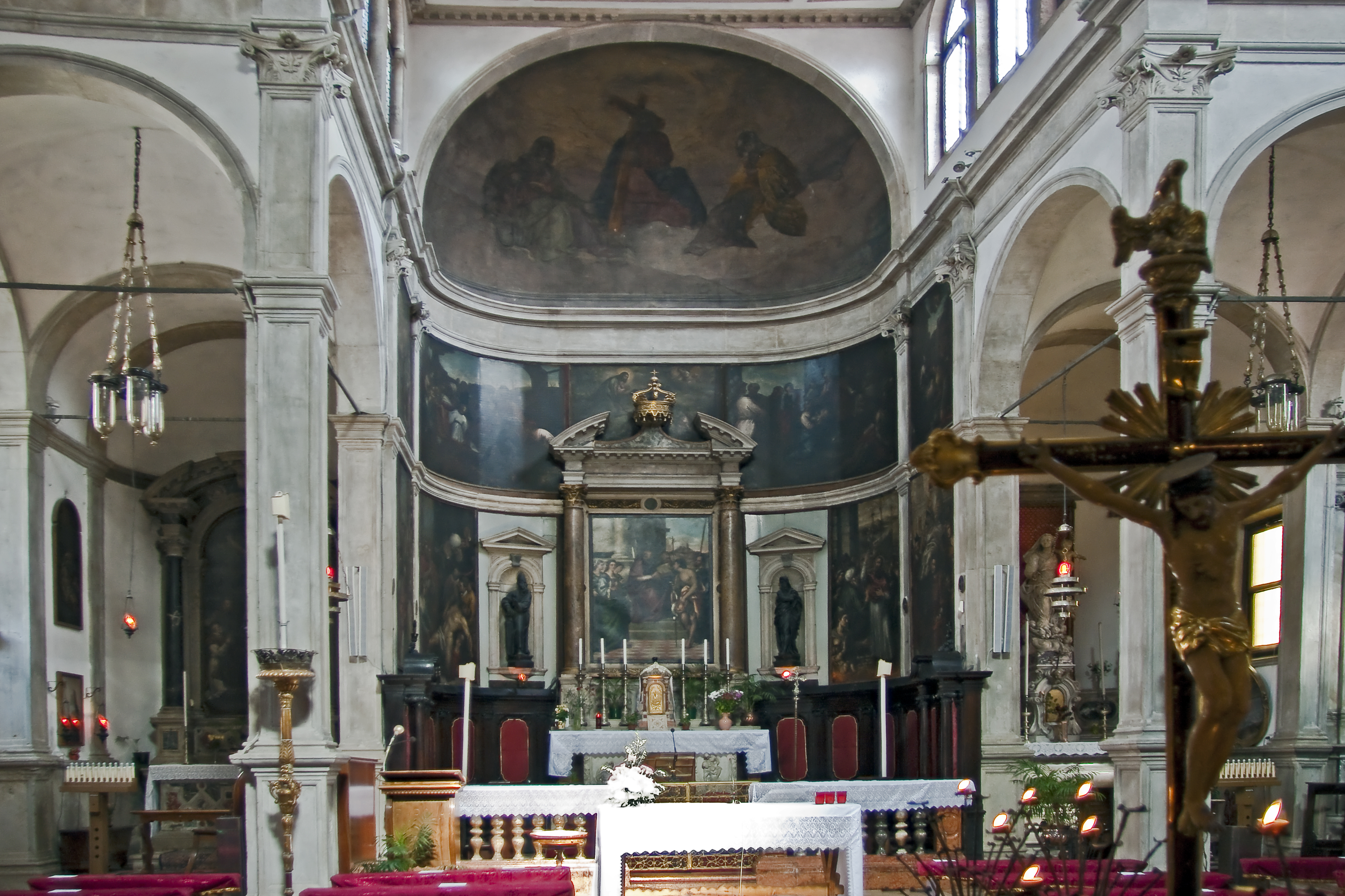
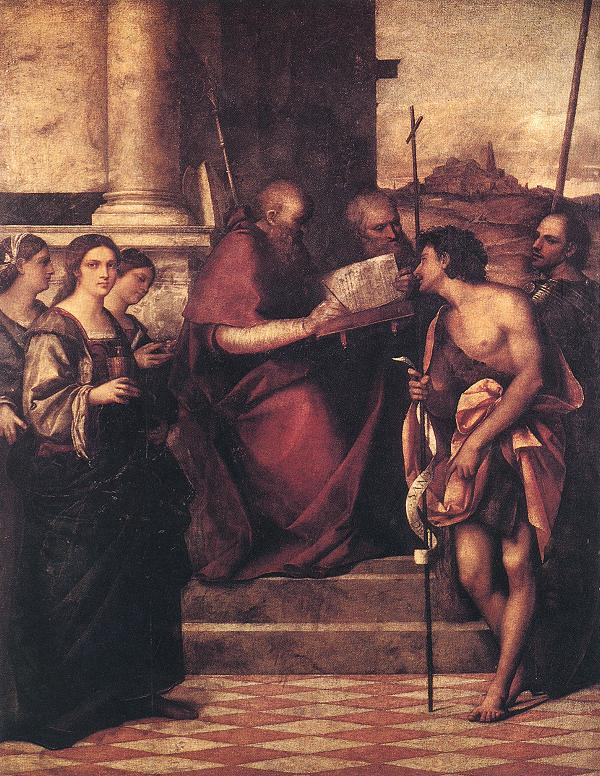
塞巴斯蒂亚诺·德尔·皮翁博：《圣金口若望祭坛画》，1510-1511年
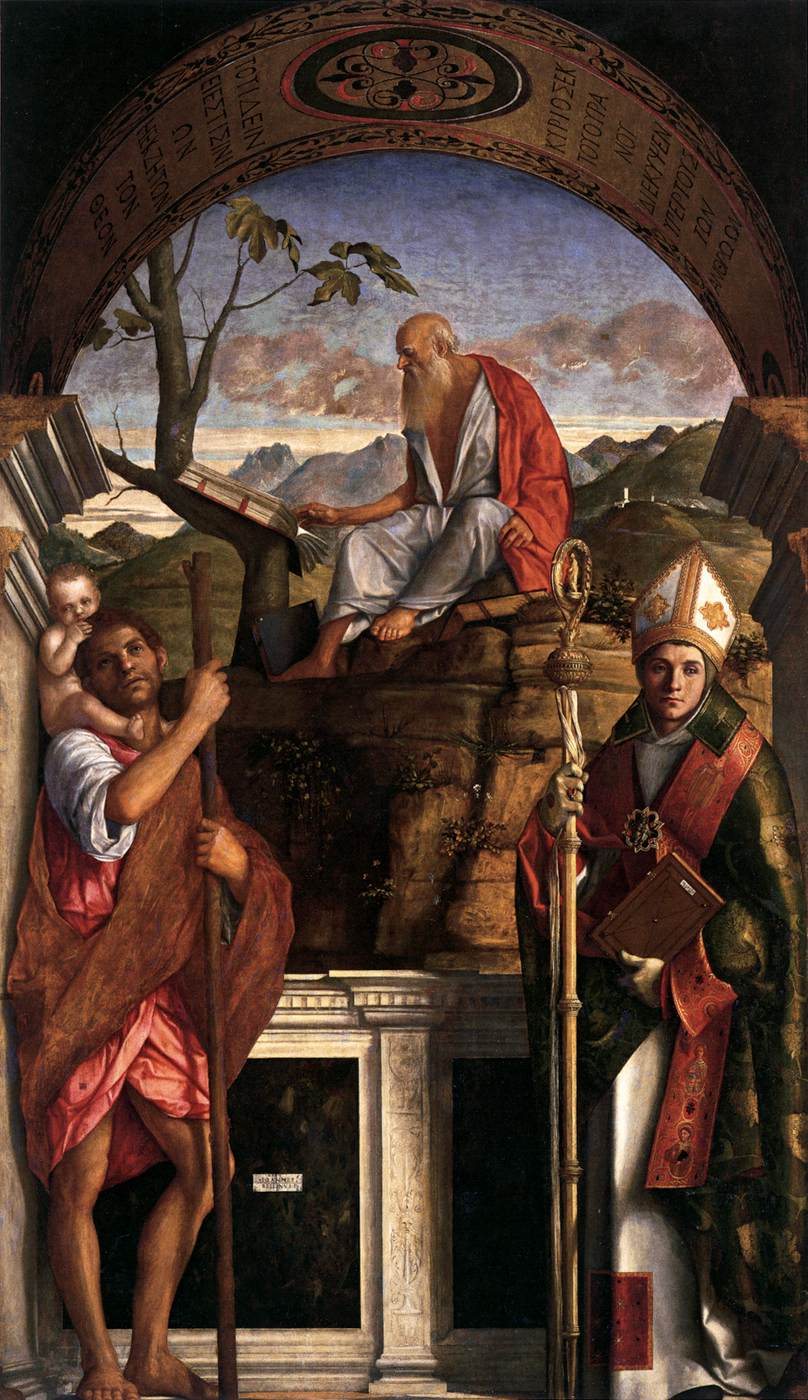
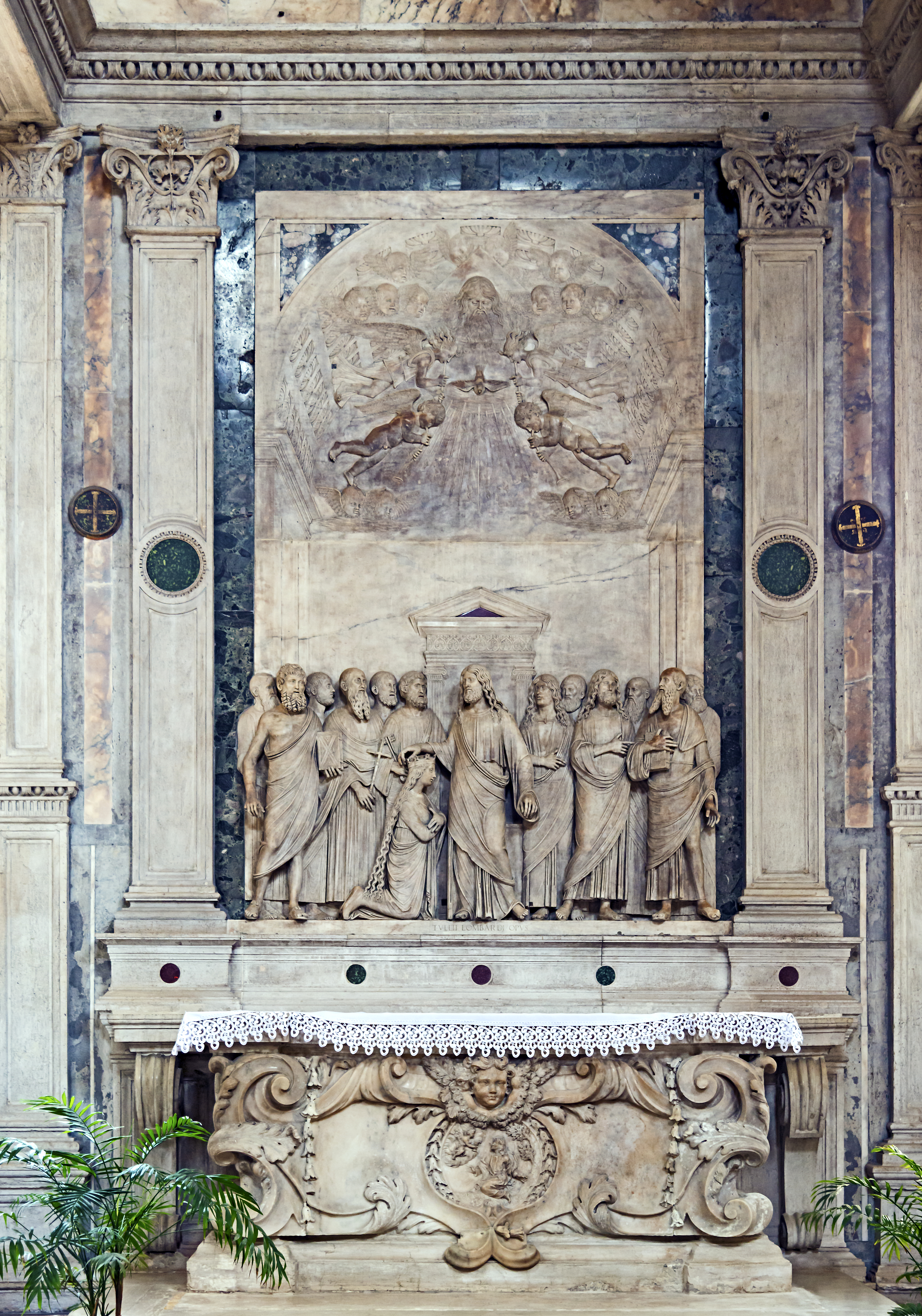
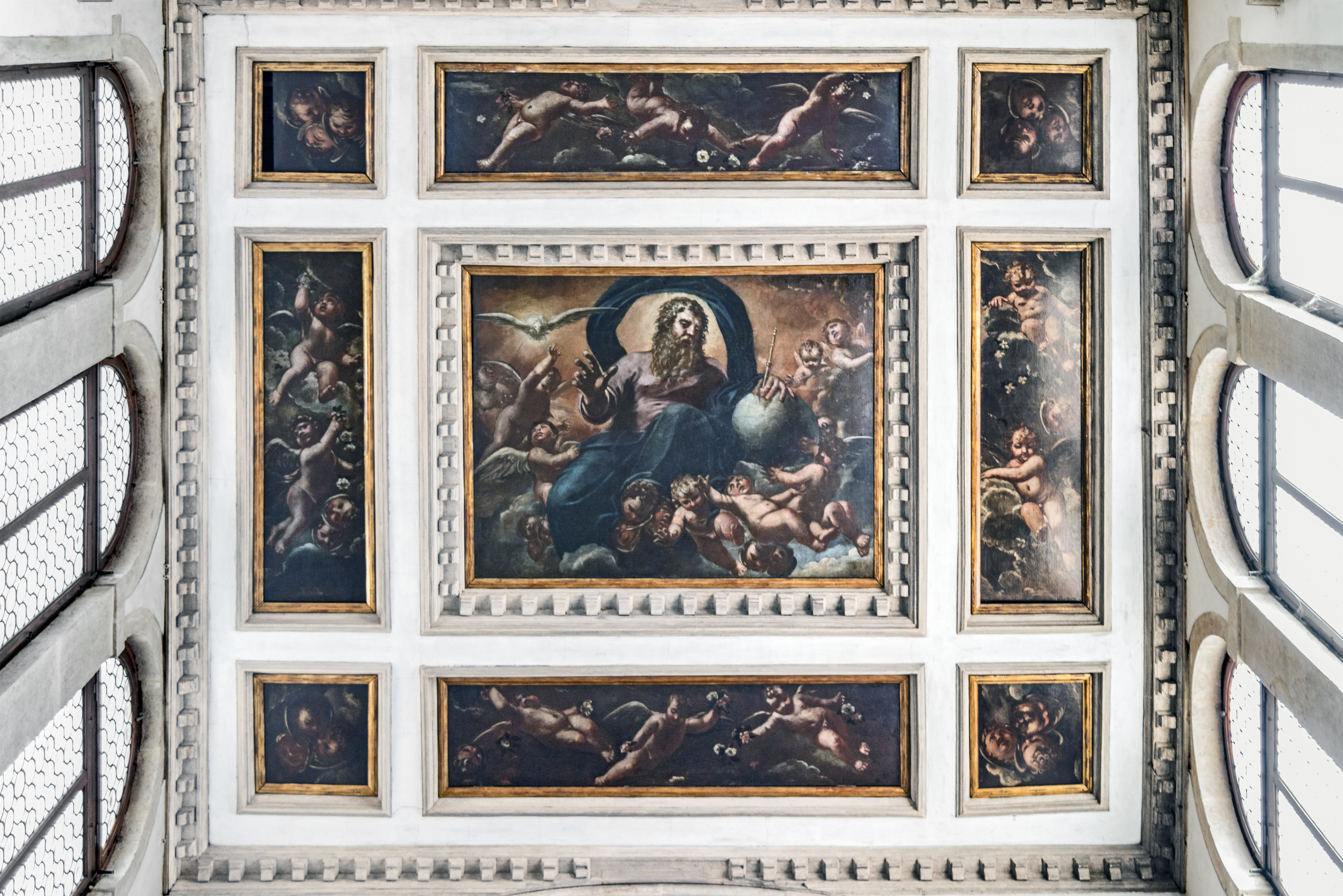